# Anna Baetjer
Anna Medora Baetjer (ur. 1899, zm. 21 lutego 1984) – amerykańska psycholożka i toksykolożka.

## Edukacja
- Wellesley College A.B. (1920)
- Uniwersytet Johnsa Hopkinsa Sc.D. (1924)[2].

## Praca zawodowa
- Uniwersytet Johnsa Hopkinsa, Szkoła Higieny i Zdrowia Publicznego
  - 1923 – 1924, asystentka;
  - 1924 – 1927, instruktorka;
  - 1927 – 1945, research associate;
  - 1945 – 1950, adiunkt;
- Uniwersytet Johnsa Hopkinsa, Szkoła Medycyny Środowiskowej
  - 1952 – 1961, profesor uczelni;
  - 1962 – 1970, professor;
  - 1972 – 1984, profesor emeritus[1].